# Alexander Waske
Alexander Waske (* 31. März 1975 in Frankfurt am Main) ist ein ehemaliger deutscher Tennisspieler.

## Tenniskarriere
2005 gewann der Doppelspezialist mit der deutschen Mannschaft den World Team Cup im Düsseldorfer Rochusclub. Außerdem stand er im gleichen Jahr mit seinem Partner Jürgen Melzer im Doppel bei den Australian Open im Halbfinale, dabei besiegten sie in der ersten Runde die Nummer 1 der Setzliste, Mark Knowles und Daniel Nestor, und zusammen mit seinem Davis-Cup-Kollegen Rainer Schüttler stand er auch im Viertelfinale von Wimbledon. Dazu feierte Alexander Waske einen großen Erfolg im Daviscup-Aufstiegsspiel 2005, in dem er mit Tommy Haas das tschechische Doppel František Čermák und Leoš Friedl in fünf Sätzen schlug. Dadurch trug er einen großen Teil zum Wiederaufstieg der deutschen Davis-Cup-Mannschaft in die Weltgruppe bei.
Auch auf der ATP Tour hatte er große Spiele: So zum Beispiel das knappe Aus in Wimbledon 2003, wo er auf Court 1 dem Briten Greg Rusedski in 6:7, 5:7, 6:7 unterlag. In Tokio 2002 schlug er Carlos Moyá, damals Weltranglistensechster, in München 2004 Goran Ivanišević, Wimbledonsieger von 2001. 2005 schlug er auf Rasen in Halle den French-Open-Sieger von 2005, Rafael Nadal, damals Weltranglistenzweiter. Im Doppel konnte Waske 2006 zusammen mit Rainer Schüttler den Ex-Wimbledonsieger Pat Cash bezwingen. In zwei Sätzen siegten die beiden gegen Cash und seinen indischen Partner Karan Rastogi. Im Einzel besiegte er weitere Top-10-Spieler wie Nicolás Almagro, Jonas Björkman, Radek Štěpánek und Juan Martín del Potro.
Er spielte zum ersten Mal 2004 für die deutsche Davis-Cup-Mannschaft und konnte zusammen mit Tommy Haas das israelische Doppel Jonathan Erlich und Andy Ram schlagen. Seine Daviscup-Doppelbilanz ist 7:1, im Einzel 1:0. Seine größte Stärke ist der Aufschlag und der Kampfgeist, deshalb gilt er auch als Teamspieler. 2003, 2005 und 2006 stand er im Einzel in den Top 100, und 2005, 2006 und 2007 im Doppel unter den Top 30. 2004 wurde er mit TC Blau-Weiß Sundern und 2006 mit TC Blau-Weiss Halle deutscher Mannschaftsmeister, 2004 außerdem Mister Bundesliga. Als bis dato einziger Spieler in der Historie des Tennis-Bundesliga schaffte er es, alle Einzel und alle Doppel in einem Jahr zu gewinnen (2004).
Seinen ersten ATP-Titel holte er am 16. April 2006 in Houston im Doppel mit Michael Kohlmann. Dabei schlugen sie im Viertelfinale die Brüder Bob und Mike Bryan, Nummer 1 der Welt im Doppel. Bei den BMW Open 2006 holte er sich den zweiten Doppeltitel mit Andrei Pavel. Ebenso erreichte er 2006, indem er mit Michael Kohlmann die jedes Mal entscheidenden Doppel gewann, mit dem deutschen Team beim World Team Cup das Finale, das sie dann aber gegen Kroatien verloren. Zwei weitere Doppeltitel gewann er 2007 in Zagreb mit Kohlmann und in Barcelona mit Pavel.
Mit Andrei Pavel scheiterte er bei den French Open 2006 im Doppel-Halbfinale an den Brüdern Bryan, im Einzel in der zweiten Runde an Tommy Haas. Im September 2006 hatte Waske entscheidenden Anteil am Verbleib Deutschlands in der Davis-Cup-Weltgruppe, als er im Doppel zusammen mit Michael Kohlmann gegen die Brüder Ratiwatana aus Thailand einen wichtigen Sieg holte und am nächsten Tag auch den klar favorisierten Paradorn Srichaphan im Einzel schlug und damit den entscheidenden dritten Punkt für Deutschland sicherte.
Alexander Waske überzeugte auch im Februar 2007 gegen Kroatien, als sich das deutsche Team mit seinem und Michael Kohlmanns Einsatz und mit Tommy Haas ins Viertelfinale spielte. Gegen Russland im September 2007 erkämpfte er trotz eines Muskelbündelrisses im Ellbogen mit Philipp Petzschner im Viertelfinale den 2:1-Zwischenstand, wobei die Begegnung noch mit einer 2:3-Niederlage endete.
Im Mai 2011 kehrte Waske nach fast zweijähriger Pause auf die ATP Tour zurück und konnte im Doppel mit verschiedenen Partnern unter anderem ein Finale in Bangkok sowie jeweils die zweite Runde bei den French Open 2011 sowie den US Open 2011 erreichen. Dadurch zog er im Januar 2012 erstmals seit April 2008 wieder in die Top 100 der Doppel-Weltrangliste ein.
Bei den US Open 2012 schied Waske im Doppel in der ersten Runde aus. Daraufhin gab er am 29. August bekannt, dass dies sein letzter Grand-Slam-Auftritt war. Am 20. Oktober 2012 verkündete er schließlich sein endgültiges Karriereende.

## Allgemeines
Im Jahr 2010 gründete Waske zusammen mit Rainer Schüttler die Schüttler Waske Tennis-University in Offenbach, die sich um die Förderung von jungen Talenten kümmert.

## Erfolge
| Legende (Anzahl der Siege)                           |
| Grand Slam                                           |
| ATP World Tour Finals                                |
| ATP World Tour Masters 1000                          |
| ATP International Series Gold ATP World Tour 500 (1) |
| ATP International Series ATP World Tour 250 (3)      |
| ATP Challenger Tour (20)                             |

| ATP-Titel nach Belag |
| Hartplatz (1)        |
| Sand (3)             |
| Rasen (0)            |

### Einzel

#### Turniersiege
| Nr. | Datum             | Turnier    | Belag     | Finalgegner      | Ergebnis         |
| --- | ----------------- | ---------- | --------- | ---------------- | ---------------- |
| 1.  | 1. April 2002     | Leon       | Hartplatz | Ivo Heuberger    | 7:67, 6:710, 6:2 |
| 2.  | 10. Februar 2003  | Lübeck     | Teppich   | Martin Verkerk   | 7:63, 6:3        |
| 3.  | 10. November 2004 | Eckental   | Teppich   | Lars Burgsmüller | 7:5, 7:615       |
| 4.  | 27. Februar 2006  | Wolfsburg  | Teppich   | Wang Yeu-tzuoo   | 6:2, 6:4         |
| 5.  | 23. Oktober 2006  | Nottingham | Hartplatz | Kristian Pless   | 6:4, 6:3         |

### Doppel

#### Turniersiege

##### ATP Tour
| Nr. | Datum           | Turnier   | Belag         | Partner          | Finalgegner                        | Ergebnis          |
| --- | --------------- | --------- | ------------- | ---------------- | ---------------------------------- | ----------------- |
| 1.  | 16. April 2006  | Houston   | Sand          | Michael Kohlmann | Julian Knowle Jürgen Melzer        | 5:7, 6:4, [10:5]  |
| 2.  | 7. Mai 2006     | München   | Sand          | Andrei Pavel     | Alexander Peya Björn Phau          | 6:4, 6:2          |
| 3.  | 4. Februar 2007 | Zagreb    | Hartplatz (i) | Michael Kohlmann | František Čermák Jaroslav Levinský | 7:65, 4:6, [10:5] |
| 4.  | 29. April 2007  | Barcelona | Sand          | Andrei Pavel     | Rafael Nadal Bartolomé Salvá Vidal | 6:3, 7:61         |

##### Challenger Tour
| Nr. | Datum             | Turnier          | Belag     | Partner              | Finalgegner                           | Ergebnis        |
| --- | ----------------- | ---------------- | --------- | -------------------- | ------------------------------------- | --------------- |
| 1.  | 9. Oktober 2000   | Guadalajara      | Sand      | Hugo Armando         | Fernando Meligeni Flávio Saretta      | 7:64, 4:6, 7:67 |
| 2.  | 27. August 2001   | Freudenstadt (1) | Sand      | Franz Stauder        | Fredrik Loven Damien Roberts          | 6:3, 4:6, 6:3   |
| 3.  | 4. März 2002      | Kyōto            | Teppich   | Tuomas Ketola        | Mario Ančić Lovro Zovko               | 6:4, 6:4        |
| 4.  | 25. August 2003   | Freudenstadt (2) | Sand      | Franz Stauder        | Mariusz Fyrstenberg Marcin Matkowski  | 6:4, 7:5        |
| 5.  | 9. Februar 2004   | Cherbourg        | Hartplatz | Michal Mertiňák      | Emilio Benfele Álvarez Jun Katō       | 6:4, 7:61       |
| 6.  | 1. März 2004      | Besançon         | Hartplatz | Rogier Wassen        | Kenneth Carlsen Gilles Elseneer       | 3:6, 7:5, 6:3   |
| 7.  | 8. März 2004      | Wrexham          | Hartplatz | Jaroslav Levinský    | Mark Hilton Jonathan Marray           | 7:5, 7:61       |
| 8.  | 15. März 2004     | Sarajevo         | Hartplatz | Jaroslav Levinský    | Tuomas Ketola Johan Landsberg         | 6:4, 6:1        |
| 9.  | 28. Juni 2004     | Zell             | Sand      | Jean-Claude Scherrer | Werner Eschauer Rogier Wassen         | 4:6, 6:4, 6:3   |
| 10. | 30. August 2004   | Freudenstadt (3) | Sand      | Gabriel Trifu        | Salvador Navarro Santiago Ventura     | 6:3, 6:7, 6:2   |
| 11. | 4. Oktober 2004   | Sevilla          | Sand      | Tomas Behrend        | Óscar Hernández Álex López Morón      | 7:60, 7:62      |
| 12. | 22. November 2004 | Groningen        | Hartplatz | Rogier Wassen        | Romano Frantzen Floris Kilian         | 6:1, 6:2        |
| 13. | 31. Januar 2005   | Andrézieux       | Hartplatz | Nicolas Thomann      | Robert Lindstedt Jean-Claude Scherrer | 7:62, 7:64      |
| 14. | 16. Februar 2006  | Belgrad          | Teppich   | Michael Kohlmann     | Ivo Minář Jan Minář                   | 7:63, 6:3       |
| 15. | 27. Oktober 2008  | Aachen           | Teppich   | Michael Kohlmann     | Travis Parrott Filip Polášek          | 6:4, 6:4        |

#### Finalteilnahmen
| Nr. | Datum            | Turnier    | Belag         | Partner          | Finalgegner                        | Ergebnis          |
| --- | ---------------- | ---------- | ------------- | ---------------- | ---------------------------------- | ----------------- |
| 1.  | 1. Mai 2005      | München    | Sand          | Florian Mayer    | Mario Ančić Julian Knowle          | 3:6, 6:1, 3:6     |
| 2.  | 30. April 2006   | Casablanca | Sand          | Michael Kohlmann | Julian Knowle Jürgen Melzer        | 3:6, 4:6          |
| 3.  | 25. Februar 2007 | Rotterdam  | Teppich (i)   | Andrei Pavel     | Martin Damm Leander Paes           | 3:6, 7:65, [7:10] |
| 4.  | 2. Oktober 2011  | Bangkok    | Hartplatz (i) | Michael Kohlmann | Oliver Marach Aisam-ul-Haq Qureshi | 6:74, 6:75        |

## Abschneiden bei Grand-Slam-Turnieren

### Einzel
| Turnier         | 2000 | 2001 | 2002 | 2003 | 2004 | 2005 | 2006 | 2007 | 2008 | 2009 | 2010 | 2011 | Karriere |
| --------------- | ---- | ---- | ---- | ---- | ---- | ---- | ---- | ---- | ---- | ---- | ---- | ---- | -------- |
| Australian Open | —    | Q2   | Q1   | 1    | —    | Q2   | 1    | 1    | Q1   | —    | —    | —    | 1        |
| French Open     | —    | —    | Q2   | 1    | Q3   | —    | 2    | —    | —    | —    | —    | —    | 2        |
| Wimbledon       | Q1   | Q2   | 2    | 1    | Q1   | Q1   | 1    | —    | —    | —    | —    | —    | 2        |
| US Open         | —    | Q1   | 1    | Q2   | —    | Q1   | 1    | 1    | —    | —    | —    | Q1   | 1        |

### Doppel
| Turnier         | 2002 | 2003 | 2004 | 2005 | 2006 | 2007 | 2008 | 2009 | 2010 | 2011 | 2012 | Karriere |
| --------------- | ---- | ---- | ---- | ---- | ---- | ---- | ---- | ---- | ---- | ---- | ---- | -------- |
| Australian Open | —    | —    | —    | HF   | 1    | AF   | —    | —    | —    | —    | —    | HF       |
| French Open     | —    | —    | —    | AF   | HF   | AF   | —    | AF   | —    | 2    | 1    | HF       |
| Wimbledon       | 2    | —    | —    | VF   | 1    | —    | —    | —    | —    | 1    | 2    | VF       |
| US Open         | —    | —    | —    | 1    | AF   | 2    | —    | —    | —    | 2    | 1    | AF       |

Zeichenerklärung: S = Turniersieg; F, HF, VF, AF = Einzug ins Finale / Halbfinale / Viertelfinale / Achtelfinale; 1, 2, 3 = Ausscheiden in der 1. / 2. / 3. Hauptrunde; Q1, Q2, Q3 = Ausscheiden in der 1. / 2. / 3. Qualifikationsrunde; nicht ausgetragen